# Uwe Schramm (Diplomat)
Uwe Schramm (* 31. Dezember 1941 in Bremen) ist ein ehemaliger deutscher Diplomat, der zwischen 1988 und 1991 Botschafter in Ruanda, von 1991 bis 1994 Botschafter in den Vereinigten Arabischen Emiraten, zwischen 1998 und 2001 Botschafter in Bangladesch sowie zuletzt von 2001 bis 2006 Botschafter in Georgien war.

## Leben

### Diplomatische Laufbahn
Schramm begann nach dem Abitur 1962 und der Ableistung des Wehrdienstes bei der Bundeswehr 1964 ein Studium der Fächer Rechts- und Staatswissenschaften an der Rheinischen Friedrich-Wilhelms-Universität Bonn, das er 1969 mit dem Ersten Juristischen Staatsexamen abschloss. Nachdem er zwischen 1969 und 1972 das Rechtsreferendariat absolviert hatte, legte er 1972 das Zweite Juristische Staatsexamen ab.
1972 begann Schramm den Vorbereitungsdienst für den höheren Auswärtigen Dienst und war danach 1973 kurzzeitig Attaché an der Botschaft in Marokko sowie zwischen 1973 und 1977 Politischer Referent an der Botschaft in der Volksrepublik Polen. Daraufhin fungierte er von 1977 bis 1979 als Ständiger Vertreter des Botschafters in Liberia sowie zwischen 1979 und 1982 als Kulturreferent an der Botschaft in den USA. Er arbeitete zwischen 1982 und 1988 im Auswärtigen Amt in Bonn und war von 1985 bis 1988 Vorsitzender des Personalrates.
Schramm wurde 1988 als Nachfolger von Reinhart Bindseil Botschafter der Bundesrepublik Deutschland in Ruanda und übte dieses Amt bis 1991 aus. Er selbst wurde daraufhin 1991 Botschafter in den Vereinigten Arabischen Emiraten (VAE) und verblieb bis 1994 auf diesem Botschafterposten. Nach seiner Rückkehr nach Deutschland fungierte er zwischen 1994 und 1998 als Referatsleiter in der Politischen Abteilung 3 der Zentrale. Im Anschluss folgte er 1998 Jürgen Gehl als Botschafter in Bangladesch und übte dieses Amt bis zu seiner Ablösung durch Dietrich Andreas 2001 aus.
Zuletzt wurde Schramm im August 2001 als Nachfolger von Wolf-Dietrich Vogel Botschafter der Bundesrepublik Deutschland in Georgien. Diesen Botschafterposten hatte er bis zu seiner Versetzung in den Ruhestand 2006 inne; er wurde von Patricia Flor abgelöst. In dieser Zeit fielen unter anderem die Konflikte um Abchasien 2002.

### Engagement nach dem Eintritt in den Ruhestand
Auch nach seinem Ausscheiden aus dem diplomatischen Dienst befasste sich Schramm mit der Situation in Georgien, insbesondere während des Kaukasuskrieges 2008 und während des Konflikts um Südossetien. Er war 2009 Mitglied einer von Heidi Tagliavini geleiteten EU-Untersuchungskommission zum Konflikt zwischen Georgien und Russland.
Am 10. Juli 2011 gehörte Schramm zu einer Gruppe von 32 ehemaligen Botschaftern und Generalkonsuln, die sich in einem offenen Brief an Bundeskanzlerin Angela Merkel und Bundesaußenminister Guido Westerwelle für die Aufnahme von Palästina als Mitglied der Vereinten Nationen aussprachen.
Auch während des russischen Kriegs in der Ukraine seit 2014 gehörte Schramm zusammen mit Thomas Lenk einer Kontaktgruppe der Organisation für Sicherheit und Zusammenarbeit in Europa (OSZE) an.